# Inspección del sur de Deng Xiaoping
La Inspección del sur de Deng Xiaoping (chino simplificado: 邓小平南巡; chino tradicional: 鄧小平南巡)  fue el recorrido de inspección de Deng Xiaoping, entonces líder supremo retirado de China, en el sur de China, incluidos Shenzhen, Zhuhai, Guangzhou, Shanghái, del 18 de enero al 21 de febrero de 1992. Las conversaciones y comentarios realizados por Deng durante la gira de inspección se reanudaron y reforzaron la implementación de su programa «Reformas y Apertura» en China continental, que se detuvo después de la represión militar de las protestas de la plaza de Tiananmén de 1989 ordenadas por el propio Deng. La Inspección del sur de Deng es ampliamente considerada como un punto crítico en la historia moderna de China, ya que salvó la reforma económica china y el mercado de capitales, y preservó la estabilidad de la sociedad.
Durante la gira, Deng enfatizó a varios líderes militares del Ejército Popular de Liberación, incluidos Yang Shangkun, Liu Huaqing y Yang Baibing, que «aquellos que no promueven la reforma deben ser destituidos de sus posiciones de liderazgo», obligando a Jiang Zemin, entonces Secretario General del Partido Comunista de China (PCCh), a apoyar y continuar el programa de Reformas y Apertura. Deng también deseaba que la provincia de Guangdong se pusiera al día con los "Cuatro tigres asiáticos" en su nivel de desarrollo económico dentro de 20 años.
Sin embargo, aunque el propio Deng mencionó que la anticorrupción debe imponerse durante todo el proceso de «Reformas y Apertura» y enfatizó la importancia del imperio de la ley, la inspección del sur no resolvió el problema de la corrupción ni la creciente desigualdad económica en China, tampoco reanudó las reformas políticas de China que fracasaron y terminaron en las protestas de la plaza de Tian'anmen de 1989.

## Antecedentes históricos

### Reformas y Apertura interrumpidas
Los miembros del Comité Central del Partido Comunista de China (PCCh) tuvieron serios desacuerdos sobre si el programa «Reformas y Apertura» debería continuar después de que Deng Xiaoping ordenara la represión militar de las protestas de la plaza de Tiananmén de 1989. Después de que Zhao Ziyang, ex Secretario General del PCCh y uno de los principales reformistas, fuera forzado a abandonar su puesto por apoyar a los estudiantes y oponerse a la represión militar en las protestas de la plaza de Tiananmen, Jiang Zemin fue nombrado nuevo Secretario General (con el apoyo de varios poderosos de izquierda líderes conservadores del ala como Chen Yun y Li Xiannian).
En noviembre de 1989, el Comité Central del PCCh aprobó una resolución ("关于进一步治理整顿和深化改革的决定"), declarando que el ritmo de las reformas era demasiado rápido, y decidió revisar los cambios. Como resultado, el programa de Reformas y Aperturas se detuvo virtual, especialmente después de las "Revoluciones de 1989" en Europa y alrededor de la época de la "disolución de la Unión Soviética" en 1991.

### Guerra mediática
A partir de la primavera de 1991, el periódico Liberation Daily (解放日报) en Shanghái publicó varios artículos escritos por "Huang Fuping (皇甫平)", promoviendo reformas, que rápidamente ganaron apoyo entre los funcionarios locales y los ciudadanos. Por otro lado, varios medios en Pekín, controlados por Jiang Zemin y Li Peng (entonces primer ministro de China), respondieron criticando directamente los artículos de "Huang Fuping" y cuestionaron si China estaba siguiendo un "camino capitalista" o un "camino socialista".

## La gira del sur
Deng Xiaoping comenzó su gira por el sur el 18 de enero de 1992, cuando visitó el distrito de Wuchang de Wuhan en la provincia de Hubei y Changsha en la provincia de Hunan. Luego visitó varias ciudades en la provincia de Guangdong, incluidas Shenzhen, Zhuhai y Guangzhou del 19 al 29 de enero. Después de eso, se quedó brevemente en la provincia de Jiangxi, y el 31 de enero, Deng llegó a Shanghái, la última parada de su gira por el sur. Después de pasar el año nuevo chino de 1992 en Shanghái, Deng visitó brevemente Nankín en la provincia de Jiangsu y en la provincia de Anhui en su camino de regreso a Pekín el 20 de febrero.

### Shenzhen

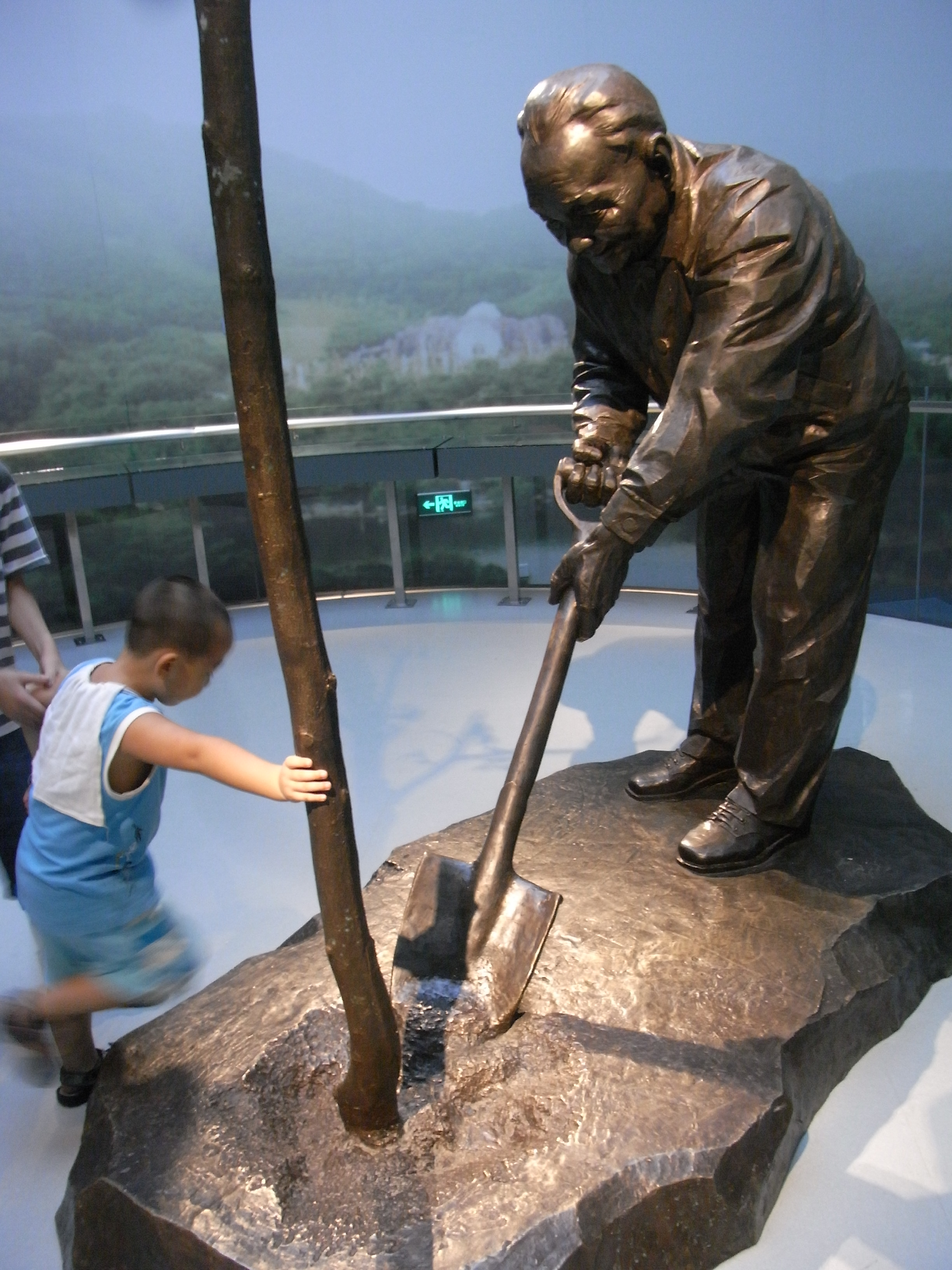
El 22 de enero de 1991, Deng Xiaoping plantó un árbol en el "Jardín Botánico del Lago de las Hadas (仙湖植物园)" en Shenzhen.

Alrededor de las 9 de la mañana del 19 de enero de 1992, Deng Xiaoping llegó a Shenzhen, una de las primeras zonas económicas especiales de China aprobada por él mismo, y fue recibida calurosamente por los funcionarios locales. Deng visitó una compañía de alta tecnología al día siguiente.

Durante la visita, Deng deseó que la provincia de Guangdong se pusiera al día con los "Cuatro tigres asiáticos" en términos de desarrollo económico dentro de 20 años. La visita de Deng también salvó el mercado de capitales de China, especialmente las dos bolsas de valores recién establecidas: la Bolsa de Shanghái (desde noviembre de 1990) y la Bolsa de Shenzhen (desde diciembre de 1990). Deng señaló que:
Se necesitará un estudio cuidadoso para determinar si las acciones y el mercado de valores son buenos para el socialismo o no, o si solo pertenecen al capitalismo. ¡Esto también significa que primero debemos probarlo! (证券、股票，这些东西究竟好不好，有没有危险，是不是资本市场独有的东西，社会主义能不能用?允许看，但要坚决地试)

### Zhuhai
El 23 de enero, Deng partió hacia Zhuhai, otra zona económica especial en la provincia de Guangdong. En Zhuhai, Deng enfatizó a varios líderes militares del Ejército Popular de Liberación, incluidos Yang Shangkun, Liu Huaqing y Yang Baibing, que «aquellos que no promueven la reforma deberían ser destituidos de sus posiciones de liderazgo». También visitó varias empresas de alta tecnología en Zhuhai, donde subrayó la importancia de la ciencia y la tecnología y pidió a los estudiantes chinos en el extranjero que regresen a su patria. Deng dejó Zhuhai el 29 de enero.

### Shanghái

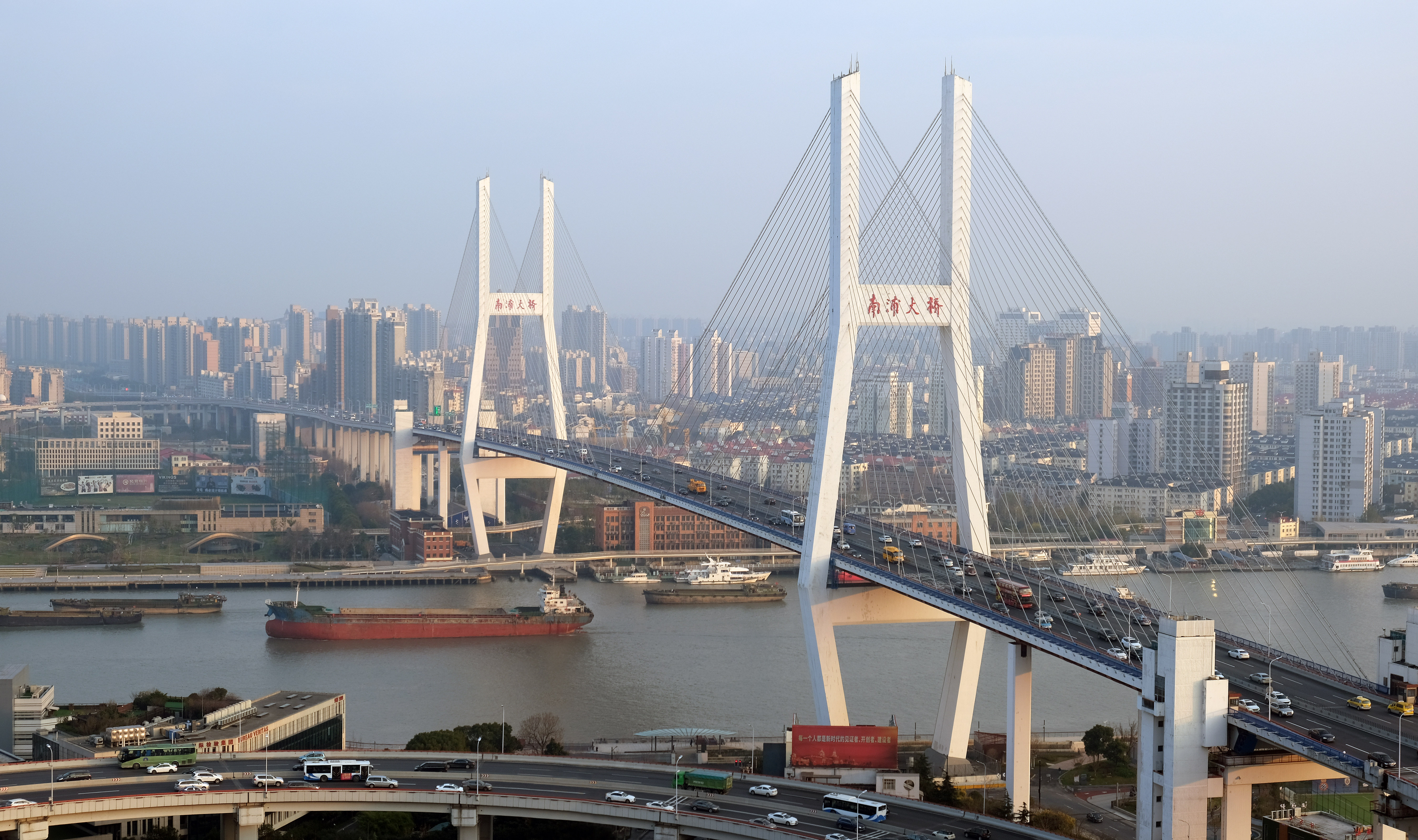
Puente de Nanpu

El 31 de enero, Deng llegó a Shanghái, donde celebró el Año Nuevo chino de 1992. En Shanghái, el 7 de febrero, Deng visitó el puente de Nanpu, que había sido inaugurado el 1 de diciembre de 1991,  y algunas compañías de alta tecnología en los días siguientes.
Deng salió de Shanghái hacia Beijing el 23 de febrero, completando su gira por el sur. Jugó un papel importante en el desarrollo de la Nueva Área Pudong de Shanghái, revitalizando la ciudad como uno de los centros económicos de China.

## Comentarios famosos
Algunos de los comentarios y comentarios notables durante el recorrido de inspección incluyen:
- «No importa que el gato sea blanco o negro; mientras pueda cazar ratones, es un buen gato» (不管黑猫白猫，捉到老鼠就是好猫), que fue publicada originalmente por él en la década de 1960.[13][36]
- «El desarrollo tiene una importancia primordial» (发展才是硬道理).[37]
- «[El gobierno de Shenzhen] debería ser más audaz en la realización de las reformas y la apertura, atreverse a hacer experimentos y no debería actuar como mujeres con los pies atados» (改革开放胆子要大一些，敢于试验，不能像小脚女人一样)".[38][39]
- «Deberíamos hacer más y participar menos en conversaciones vacías» (多干实事，少说空话).[40][41]

## Influencia y efectos

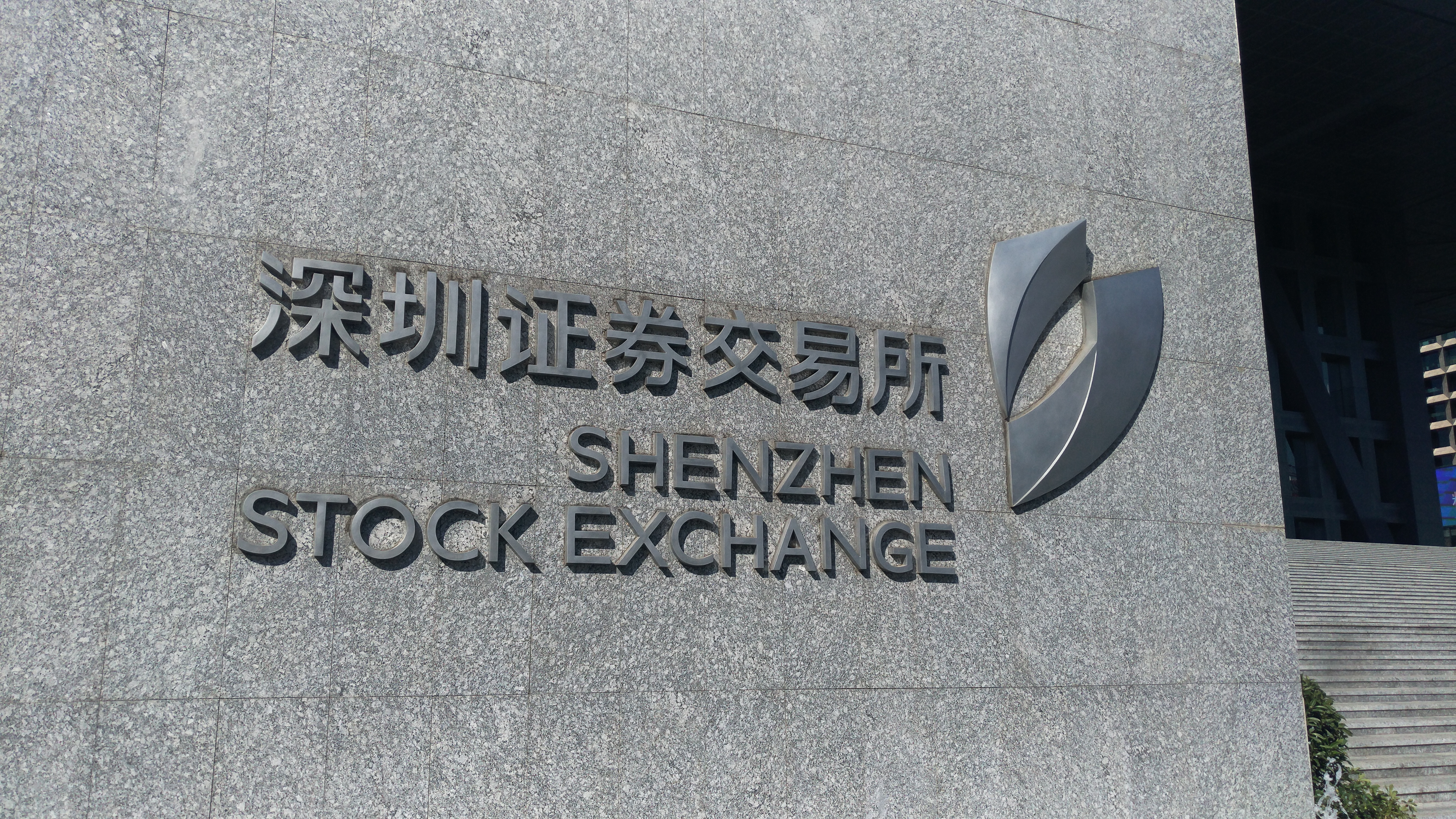
Bolsa de Shenzhen

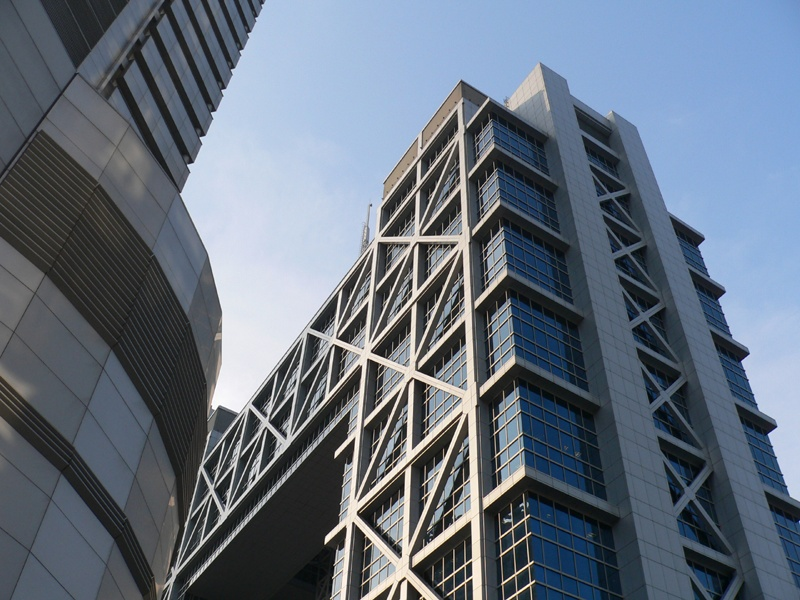
Bolsa de Shanghái

La gira por el sur de Deng ayudó a sus aliados reformistas como Zhu Rongji a subir a la cima del poder nacional, y cambió permanentemente la dirección de China hacia el desarrollo económico. Jiang Zemin finalmente se puso del lado de Deng en abril de 1992, y los medios nacionales finalmente informaron sobre la gira por el sur de Deng casi dos meses después de que se completara. El resultado final de la gira por el sur demostró que Deng seguía siendo el hombre más poderoso de China.
La gira por el sur de Deng salvó el mercado de capitales de China y protegió las dos bolsas de valores de China: la Bolsa de Shanghái (desde noviembre de 1990) y la Bolsa de Shenzhen (desde diciembre de 1990). Además, su insistencia en la apertura económica ayudó en los niveles de crecimiento fenomenales de las áreas costeras, especialmente la región del "Triángulo de Oro" que rodea a Shanghái.